# NEXT MY SELF
「NEXT MY SELF」（ネクスト・マイ・セルフ）は、真野恵里菜のメジャー13枚目のシングル（インディーズから通算して16枚目）。2012年12月12日にhachamaから発売された。

## 概要
真野恵里菜の歌手活動、およびハロー!プロジェクト所属としてのラストフィジカルシングル。
初回生産限定盤A・B・C、通常盤の4形態で発売。初回生産限定盤A・BはCD+DVD、初回生産限定盤Cと通常盤はCDのみである。全ての初回生産限定盤には、イベント応募ハガキが封入されている。

## 収録曲
全作曲：MIKOTO
1. NEXT MY SELF [4:51]
作詞：MIKOTO　編曲：鈴木俊介
2. 青春 レインボウ [3:28]
作詞：三浦徳子　編曲：木之下慶行
3. NEXT MY SELF(Instrumental)

初回限定盤A付属DVD
1. NEXT MY SELF(MUSIC VIDEO)
2. NEXT MY SELF(Close-up ver.)

初回限定盤B付属DVD
1. NEXT MY SELF(MUSIC VIDEO)
2. NEXT MY SELF(メイキング映像)